# Svatý Martin se žebrákem
Svatý Martin se žebrákem je název sousoší vytvořeného rakouským barokním sochařem Georgem Raphaelem Donnerem kolem roku 1734 pro hlavní oltář dómu svatého Martina v Bratislavě.

## Vznik
Umělecká tvorba Georga Raphaela Donnera byla na jedno desetiletí (od roku 1729) pevně spjata s Bratislavou, kde vytvořil řadu uměleckých děl. Ve velké míře jeho tvorba směřovala pro potřeby církve, která byla v osobě arcibiskupa Imricha Esterházyho donátorem jeho prací. Výsledkem jeho uměleckého pobytu v tehdejším hlavním městě Uherska byla díla, patřící k nejvýznamnějším sochařským výtvorům první poloviny 18. století na Slovensku.

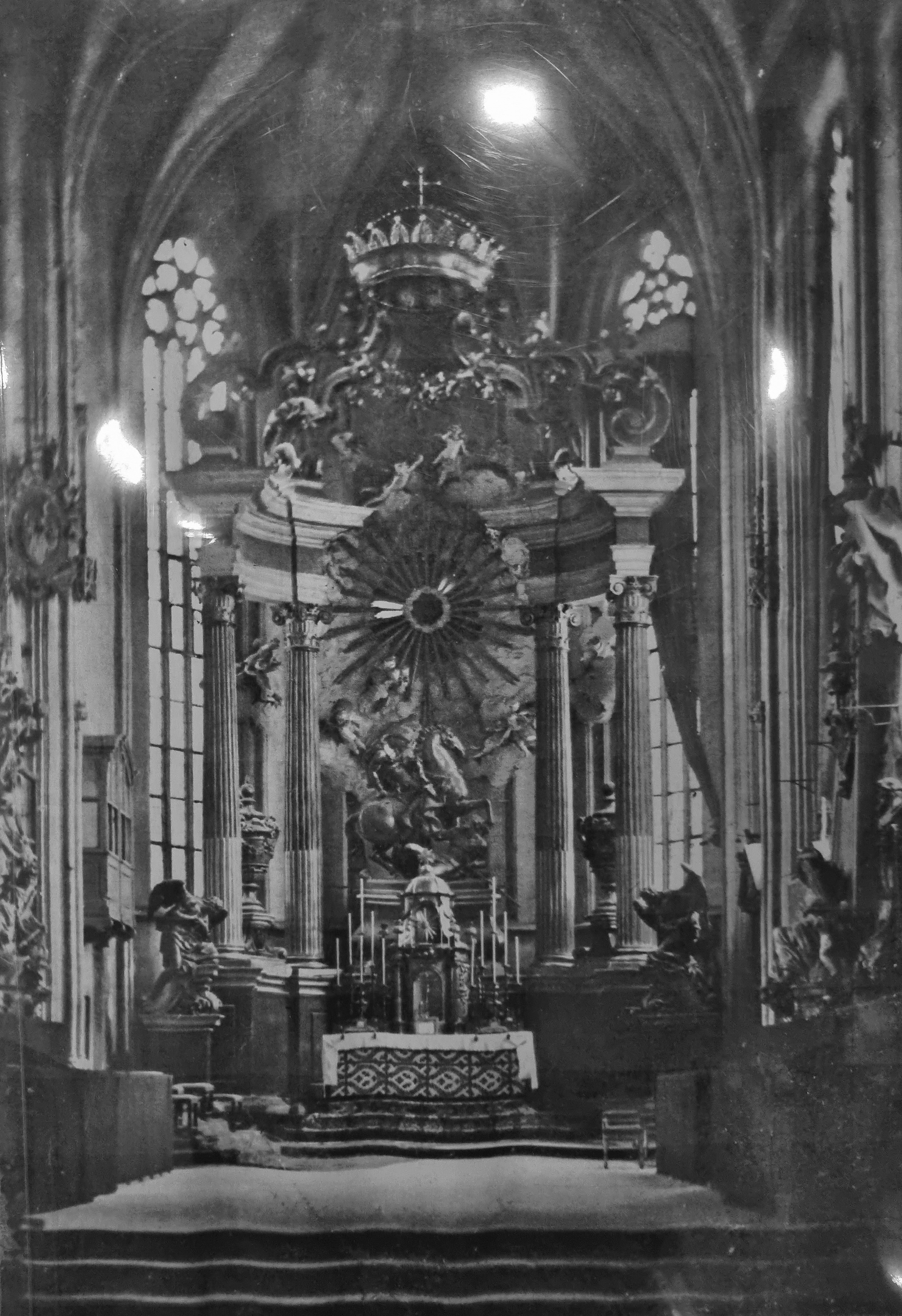
Presbytář dómu sv. Martina s barokním oltářem (před 1865)

Pravděpodobně vrcholným Donnerovým dílem vytvořeným v tomto období v Bratislavě je olověné jezdecké sousoší Svatý Martin se žebrákem. Vzniklo kolem roku 1734 spolu s dvojicí adorujících andělů, vázami a sochami andílků. Původně tvořilo ústřední sochařskou výzdobu barokního hlavního oltáře dómu svatého Martina. Při regotizaci katedrály v letech 1865–1877 však v souvislosti s odstraněním barokního inventáře dómu (včetně dalších Donnerových oltářů) bylo sousoší přemístěno. Adorující andělé byli zakoupeni Maďarskou národní galerií v Budapešti.  
Zprvu bylo sousoší umístěno mimo chrám, k severní straně presbytáře, kde se však vlivem nepříznivých povětrnostních podmínek po čase na něm objevily trhliny. Na ochranu před dalším znehodnocováním byla kolem něj vztyčena ochranná prosklená schránka. Současně se stupňovaly tlaky na jeho opětovné vrácení do dómu, resp. na přemístění na jiné, vhodnější místo. Nakonec zvítězila (po mnoha úvahách a jednáních) myšlenka vrácení sousoší opět do chrámu. Protože mezitím proběhl proces regotizace a na místě původního Donnerova oltáře stál nový, neogotický, nebylo možné vrátit dílo na původní místo. Po zvažování několika alternativ se sousoší (po důsledné opravě restaurátory Wilhelmem Sturmem a Wilhelmem von Martonem) dostalo na své nynější místo v závěru pravé boční lodi katedrály v prosinci roku 1912.

## Umělecké hodnocení
Dílo představuje po ideové stránce ústřední moment svatomartinské legendy, kdy svatý Martin mečem dělí svůj plášť na dvě poloviny a jednu věnuje nahému žebrákovi. Donner tento výjev dokonalou plastičností postav (Martina, žebráka i koně) dovedl do vrcholného realistického podání. 
Bratislavské dílo však svým ztvárněním vybočuje ze zavedeného ikonografického schématu 17. a 18. století, podle něhož byl svatý Martin zobrazován v brnění římského vojáka, jak se před branami Amiensu dělí o svůj plášť se žebrákem. Donner svého Martina přizpůsobil místním reáliím a zobrazil ho v uniformě uherského husara. Současně mu dal portrétní rysy donátora, arcibiskupa Esterházyho. Tím příběh z 1. století před Kristem aktualizoval a obě postavy ztotožnil. Sousoší se tak stalo oslavou dobročinnosti a milosrdenství nejen sv. Martina, ale i Imricha Esterházyho.